# Ernest Coycault
Ernest Isidore Coycault (* 23. Juni 1884 in New Orleans; † 1. Juli 1940 in Los Angeles) war ein US-amerikanischer Musiker (Kornett, Trompete) des Hot Jazz.

## Leben und Wirken
Coycault gehörte 1907 zum Original Creole Orchestra von Bill Johnson, mit dem er im selben Jahr auch eine erste Tournee nach Kalifornien unternahm. Er spielte um 1910 unter dem Pseudonym Ernest Johnson als Nachfolger von Bunk Johnson in der Superior Band. Dann zog er nach San Francisco, spielte in der Nachtclubszene der Barbary Coast, dem Rotlichtbezirk an der heutigen Pacific Avenue, ab 1914 im Black & Tan Orchester des Posaunisten Harry A. Southard, dem auch Buddy Petit und Chester Zardis angehörten. Nach seinem Umzug nach Los Angeles Anfang der 1920er-Jahre entstanden 1923 erste Aufnahmen mit den California Poppies unter Leitung des Pianisten Sonny Clay („What a Wonderful Time“); ab Mitte des Jahrzehnts spielte er mit den Stompin’ Six und Sonny Clays Plantation Orchestra (Aufnahmen für Vocalion). Mit Clay ging er unter der Bandbezeichnung Sonny Clay & the Colored Idea 1928 auf eine vierwöchige Australien-Tournee. Er blieb wenigstens bis 1929 bei Clay; dann verlieren sich seine Spuren.
Im Bereich des Jazz war er zwischen 1923 und 1927 an sechs Aufnahmesessions beteiligt. Letzte Aufnahmen entstanden mit der Studioband Kansas City Five.